# Lina Boldemann
Lina Boldemann, ogift Arch, född 27 mars 1875 i Ryssland, död 15 september 1957 i Saltsjöbadens församling i Stockholms län, var en svensk sångpedagog.
Lina Boldemann var verksam som sångpedagog i Stockholm, hon gav ut böckerna Naturröstens hemlighet (1941) och Alla kan sjunga (1956).
På Gamleby-båten 1937 hörde hon den då unga Alice Babs joddla och sjunga och blev så imponerad att hon tog kontakt med modern och erbjöd henne portvaktssyssla och boende i Stockholm för att den unga begåvningen skulle kunna ta sånglektioner där. När Lasse Zackrisson 2008 gjorde filmen Alice Babs, Naturröstens hemlighet använde han därför titeln från Boldemanns första bok.
Hon var gift med Georg Boldemann (1865–1946). Genom deras son direktören Holger Boldemann (1901–1954) blev Lina Boldemann farmor till tonsättaren Laci Boldemann (gift med författaren Karin Boldemann) och farfars mor till journalisten Marcus Boldemann och forskaren Cecilia Boldemann.
Makarna Boldemann är begravda på Skogsö kyrkogård.